# Легогие
Легогие (груз. ლეგოგიე) — село в Грузии, на территории Сенакского муниципалитета края (мхаре) Самегрело-Верхняя Сванетия.

## География
Село находится в западной части Грузии, на правом берегу реки Гурдземи (правый приток Техури), на расстоянии приблизительно 18 километров (по прямой) к северо-востоку от города Сенаки, административного центра муниципалитета. Абсолютная высота — 167 метров над уровнем моря.

## Население
По результатам официальной переписи населения 2014 года в Легогие проживало 98 человек (50 мужчин и 48 женщин). В национальной структуре населения грузины составляли 100 %.
| Год  | Население, человек |
| ---- | ------------------ |
| 2002 | 133                |
| 2014 | ↘ 98               |